# Matej Jurčo
Matej Jurčo (Poprad, 8 d'agost de 1984) és un ciclista eslovac, professional del 2004 al 2015. El seu germà pare Milan també es dedicà professionalment al ciclisme.
En el seu palmarès destaquen cinc campionats nacionals, un en ruta, i quatre en contrarellotge.

## Palmarès
- 2002
  - 1r a la Copa del món UCI júnior
  - 1r a la Copa del President de la Vila de Grudziadz
  - 1r a la Volta a l'Alta Àustria júnior
- 2003
  -  Campió del món militar en contrarellotge
  -  Campió d'Eslovàquia en contrarellotge sub-23
  - Vencedor d'una etapa a la Volta a Egipte
  - Vencedor de 2 etapes a la Volta a Hongria
  - Vencedor d'una etapa a la Volta a Eslovàquia
- 2004
  -  Campió d'Eslovàquia en contrarellotge
- 2005
  -  Campió d'Eslovàquia en contrarellotge
- 2006
  -  Campió d'Eslovàquia en contrarellotge
- 2008
  -  Campió d'Eslovàquia en ruta
  -  Campió d'Eslovàquia en contrarellotge
- 2010
  - Vencedor d'una etapa a la Volta a l'Uruguai
- 2011
  - Vencedor d'una etapa a la Dookoła Mazowsza
- 2012
  - Vencedor d'una etapa al Czech Cycling Tour

### Resultats al Giro d'Itàlia
- 2008. 129è de la classificació general

### Resultats a la Volta a Espanya
- 2005. Abandona (18a etapa)
- 2007. 134è de la classificació general
- 2008. 81è de la classificació general